# Alain Robert (Mathematiker)
Alain M. Robert (* 15. Oktober 1941; † 7. März 2025) war ein Schweizer Mathematiker und Hochschullehrer.

## Leben

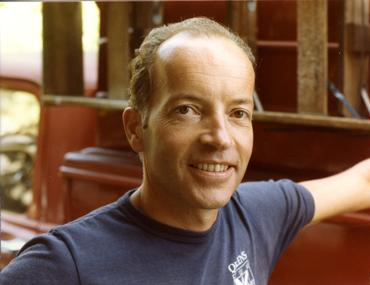
Alain Robert, Berkeley 1983

Robert wurde 1967 an der Universität Neuchâtel bei Roger Bader promoviert (Quelques questions d’espaces vectoriels topologique). Später war er Professor an der Universität Neuchâtel.
Er war durch verschiedene Lehrbücher bekannt, speziell über p-adische Analysis.
1982/83 war er Präsident der Schweizerischen Mathematischen Gesellschaft.

## Schriften
- A course in p-adic analysis, Springer Verlag, Graduate Texts in Mathematics, 2000
- Linear Algebra: examples and applications, World Scientific 2005
- Advanced Calculus for users, North Holland 1989
- Nonstandard Analysis, Wiley 1988 (französische Ausgabe Queen’s University Press 1984)
- Introduction to modular forms, Queen’s University, Kingston 1976
- Introduction to algebraic geometry through affine algebraic groups, Queen’s University 1976
- Introduction to the representation theory of compact and locally compact groups, London Mathematical Society Lecture Note Series 80, Cambridge University Press 1983.
- Elliptic Curves, Lecture Notes in Mathematics, Springer Verlag 1973 (Kurs in Lausanne 1972)